# Žarnjaci
Žarnjaci (Cnidaria) su koljeno odjeljka pravih mnogostaničara iz skupine beskralješnjaka. Tradicionalno ih se, zajedno s rebrašima (Ctenophora) svrstava u natkoljeno mješinaca. 

## Građa
Žarnjaci kao višestaničari imaju prava tkiva ali ne i organe. Građeni su prema višestruko variranom radialnosimetričnom planu, a sastoje se od dva sloja stanica, vanjskog ektoderma i unutrašnjeg endoderma. Između ta dva stanična sloja, nalazi se želatinozni sloj mezoglej u kojem nema stanica, mezogleja djeluje kao neka vrsta membrane.[nedostaje izvor]
Endoderm, često nazvan i gastroderm, obuhvaća "želudac" žarnjaka, takozvanu gastralnu šupljinu. Građen je iz gastrodermalno-mišićnih stanica od kojih unutarnji dio čine mišićna vlakna, a na vanjskom dijelu se nalaze dva biča koja pomažu u strujanju hrane. Između njih su žljezdane stanice koje luče probavne enzime u šupljinu. Endoderm služi prehrani žarnjaka. Mezoglej je želatinozna tvar koja sadržava stanice koje grade unutarnje skelete, sklerite. U njemu se također nalazi i mnogo matičnih stanica. Ektoderm je pak građen iz epitelno-mišićnih stanica od kojih vanjski dio služi za pokrov i zaštitu, a unutarnji sadrži mišićna vlakna. Između se nalaze žarne stanice i živčane stanice.
Žarnjaci nemaju pravi krvotok, a izmjena plinova odvija se difuzijom. Imaju prave živčane stanice koje su povezane u mrežu s laganom koncentracijom tih stanica kod polipa oko usnog otvora, na lovkama i stopalnom dijelu, a kod meduza se često nalazi prsten živčanih stanica po obodu klobuka. Nemaju razvijen specijalizirani sustav prijenosa signala, no veze živčanih stanica preko takozvanih "gap junctiona" omogućuje nekom vrstama veliku brzinu prijenosa podražaja i reagiranja na njih, tj. možemo reći da imaju osjetilne stanice.
Znanost je dugo smatrala, da su žarnjaci diploblasti, odnosno, da pripadaju grupi životinja koje se razvijaju iz zametka s dva zametna listića, ektoderma i endoderma. Novija istraživanja ukazuju, da žarnjaci uz navedena dva zametna listića iz kojih se razvijaju koža odnosno vanjski sloj i crijevo, odnosno unutrašnji sloj, moraju imati i treći zametni listić, mezoderm, iz kojeg se između ostalog razvijaju i mišići meduza. Znanstvenici koji se bave taksonomijom ne misle da žarnjaci imaju mezoderm od kojeg se kod sisavaca razvijaju mišići i niz unutrašnjih organa, što žarnjake stavlja u red vrlo primitivnih oblika živih bića. No čini se da nova saznanja modernih istraživanja opravdavaju zahtjeve za preispitivanjem ove klasifikacije žarnjaka.
Žarne stanice (Cnidocyste) su posebna vrsta stanica koje su cijeloj ovoj grupi životinja dale ime. Te stanice nalaze se na lovkama smještenim poput vijenca oko usnog otvora i sadrže žarne kapsule (Cniden). U kapsuli se nalazi otrov i spiralno smotana žarna nit koja na podražaj biva eksplozivno izbačena iz kapsule i ubrizgava u žrtvu vrlo snažan otrov koji ju ubija ili paralizira. Žarne stanice služe kako za lov, tako i za obranu od mogućih neprijatelja. 
Žarnjaci imaju još jednu vrlo važnu vrstu stanica koje nisu definirane, što znači da se mogu preobraziti u druge vrste stanica kao što su spolne, žljezdane i živčane, ali ne i u epitelno-mišićne niti mogu preuzimati hranjive tvari. Ove zadnje dvije vrste stanica mogu se razviti samo iz jednakih takvih. Zahvaljujući tom sustavu, mnogi žarnjaci imaju izvanredno veliku sposobnost regeneracije. 
Dva najvažnija oblika su polipi i meduze koji se mogu pojaviti kod jedne te iste vrste kao dva različita životna stadija, pa stoga nemaju važnost u sistematici. 
- Meduze imaju zvonoliki oblik i uglavnom pasivno plivaju u morskim strujama. Lovke im slobodno vise prema dole. Koordiniranim kontrakcijama mišića istiskuju vodu iz gastralnog prostora i na taj način se mogu i aktivno kretati.
- Suprotno tome, polipi su pomoću tzv. bazalne pločice pričvršćeni uz podlogu, a lovke su im okrenute u vis. Neke vrste polipa se mogu neobičnim spuštanjem i dizanjem vrlo sporo pomicati, do 2 centimetra dnevno. Polipi se često pojavljuju u velikim kolonijama.

Žarnjaci se veličinom jako razlikuju. Većina vrsta ima samo nekoliko milimetara, a neke su još manje. S druge strane, neke meduze mogu doseći promjer klobuka od dva metra, a neki polipi mogu isto tako narasti u dužinu dva metra. Lovke nekih meduza mogu biti dugačke do 30 metara.

## Rasprostranjenost
Žarnjaci nastanjuju sva svjetska mora, a rijetko i slatkovodna jezera.

## Ishrana
Većina žarnjaka hrani se lovinom koja dođe u dodir s njihovim lovkama. Ovisno o veličini životinje, lovina može biti vrlo različita, od protista pa do riba. Neke grupe, među njima koralji, žive simbiotski s algama koje obavljaju fotosintezu, uglavnom s dinoflagelatima, a ponekad i sa zelenim algama. Alge od svojih žarnjačkih partnera preuzimaju ugljični dioksid i uz korištenje sunčevog svjetla ispuštaju kisik i ugljikohidrate koji zatim služe žarnjacima kao glavni izvor hrane.

## Razmnožavanje
Među žarnjacima vrlo je prošireno nespolno razmnožavanje pupanjem. U razredu obrubnjaka (Hydrozoa) je to posebno često. Pri tome se kod odraslog polipa postrano odvaja bespolna larva, nazvana plivajući pupoljak, koja se dalje razvija u polipa. Često je pupanje nepotpuno, tako da nastaju genetski identične međusobno fizički srasle kolonije polipa. 
No, žarnjaci se mogu razmnožavati i spolno. Tu je karakteristično obilježje smjena generacija koja kod životinja nije tako česta kao kod biljaka, gljiva i protista. Pri tome se smjenjuje generacija koja se razmnožava nespolno s generacijom koja se razmnožava spolno. Ova vrsta smjene generacija naziva se metageneza.
Odrasli polip stvara nespolnim putem muške i ženske meduze. Postoje tri vrste takvog nespolnog razmnožavanja:
- Pupanje je naročito često kod obrubnjaka (Hydrozoa).
- Strobilacija je proces kod kojeg se s gornjeg kraja polipa (oralni dio) odvaja meduza, što je karakteristično za režnjake (Scyphozoa).
- Postoje i cjelokupne metamorfoze polipa u meduzu.

Ona se prvo razvija do spolne zrelosti. Nakon toga, meduze oslobađaju muške i ženske gamete koje se zatim spajaju u zigote. Dijeljenjem stanica prvo nastaje kuglasta struktura, tzv. blastula iz koje se zatim razvija planula koju se naziva larva. Larva ima bič i pliva dok ne naiđe na tvrdu podlogu za koju se pričvrsti i prolazi kroz proces preobrazbe (metamorfoza) do stadija polipa.
Ova shema se u velikom broju vrsta razreda žarnjaka ili ne odvija u cijelosti, ili se od nje odstupa. Tako kod nekih vrsta oblik meduze nije dovršen, i ona ostaje na polipu. Neki obrubnjaci uopće nemaju stadij meduze. Umjesto toga, polip sam stvara spermije ili jajašca. Cubozoe imaju reduciran stadij polipa.

## Tvorba koraljnih grebena
Jedna podgrupa žarnjaka, koralji, koja tvori skelet ima ogromnu ekološku važnost jer u plitkim vodama gradi koraljne grebene. U građenju tih grebena su vrlo važni već spomenuti endosimbiotski partneri žarnjaka, alge. Simbioza se ne čini baš sasvim dobrovoljnom za alge, jer one kod dovoljne ponude hrane u okolišu napuštaju svoje žarnjačke partnere, koji nakon toga propadaju. Ovaj proces se događa posebno u područjima gdje je dotok nitrata koje alge mogu koristiti dovoljno velik. On je odgovoran za umiranje koralja na velikim područjima gdje se u more izljevaju nepročišćene otpadne vode ljudskih naselja, novoizgrađenih hotela i drugih objekata za turiste kao i drugih ljudskih aktivnosti.
Zbog neophodne određene količine svjetlosti tijekom cijele godine, koraljni grebeni postoje samo u tropskim vodama. Uz neke druge životinje kao i različite crvene i zelene alge, polipi koralja stvaraju kalcijev karbonat u svojim vanjskim ili egzoskeletima, što se s vremenom može nataložiti u prave bregove. Ako dotok svjetlosti nije dovoljan - što je slučaj na dubini većoj od 60 metara -  koralji ugibaju, no na njihovim skeletima su se već u međuvremenu usidrile nove generacije. Na taj način koraljni grebeni mogu, ako razina vode raste polagano, rasti u visinu. Oni uvijek sežu do neposredno ispod morske površine. 
Koraljni grebeni su vrlo bogati ekosustavi koji svojim utjecajem na morske struje imaju i globalni uticaj. Nastanjuje ih ogroman broj najrazličitijih organizama, spužve, razni crvi i ribe ali i alge i različiti protisti

## Ukratko
*Žarnjaci većinom žive u morima, no neki žive i u slatkim vodama. 	 
- Žarnjaci u svome tijelu imaju žarne stanice koje sadrže organele koji se zovu žarnice ili knide, po kojima je cijela skupina dobila ime, a služe za omamljivanje i hvatanje plijena. Tijelo im je zrakasto ili radijalno simetrično.
- Žarnjaci se dijele na 4 razreda: koralji, režnjaci, kubomeduze i obrubnjaci.
- Žarnjaci se u prirodi pojavljuju u 2 oblika polip (nespolan, sesilan) i meduza (spolna, pokretna). Mnogi polipi žive u zadrugama. Meduzoidan oblik tijela sličan je zvonu. I polip i meduza imaju usta, lovke i probavnu šupljinu.

- Koralji žive sesilnim načinom života, pričvrščeni za morsko dno. Koralji žive pojedinačno, a mnogi stvaraju i zadruge. Režnjaci su najčešće zvonolikog oblika tijela (meduza) pokretni i slobodno plivaju. Obrubnjaci su složeniji žarnjaci oblikom i polipi i meduze.
- Kada plijen podraži žarne stanice, žarnice u njima eksplodiraju izbacivanjem žarne niti kroz koju istječe otrov u plijen. Tada je plijen omamljen i ubijen, te ga lovkama žarnjak prinese usnom otvoru gdje sklizne u probavnu šupljinu.
- Žarnjaci imaju i izvanstaničnu i unutarstaničnu probavu.
- Disanje i izlučivanje obavljaju procesom difuzije.
- Živčani sustav je mrežast, podražaji se prenose sporo i reagira cijela životinja. Žarnjaci se mogu razmnožavati spolno, nespolno i metagenezom.
- Prema Hadžijevoj hipotezi žarnjaci su izvedeni iz ravnocrijevnih virnjaka, koji su puzali pomoću trepetljika. Prema Haecklu metazoa su se razvili iz zadružnih bičaša, a to su preci upravo današnjih žarnjaka.[nedostaje izvor]

## Ostali projekti
|  | Zajednički poslužitelj ima još gradiva o temi Žarnjaci |
|  | Wikivrste imaju podatke o taksonu Žarnjacima           |